# Stereo Love
„Stereo Love” este o melodie din 2009 înregistrată de DJ-ul român Edward Maya împreună cu cântăreața română de origine moldoveană Vika Jigulina, lansată ca single de debut la sfârșitul anului 2009 pe albumul lui Maya, The Stereo Love Show. Refrenul este din melodia „Bayatılar”, compusă de muzicianul azer Eldar Mansurov. A devenit un succes la nivel mondial în cluburile de noapte și a ajuns în topul clasamentelor braziliene, franceze, olandeze, turcești, finlandeze, norvegiene, spaniole, suedeze, elvețiene și românești, precum și single platinum în Marea Britanie, Germania, America și Canada, devenind a doua melodie cea mai bine vândută din România după „Dragostea din tei”.
Melodia și videoclipul au fost ambele incluse în compilația NRJ Music Awards 2010. Videoclipul a fost filmat în   iunie 2009. insula Mykonos din Grecia, după cum Edward Maya a declarat într-un interviu, în care a afiramt că Grecia „era un loc de care m-am îndrăgostit”.  În 2011, piesa a fost premiată ca melodie de top dance la Billboard Music Awards.